# Nilgirella
Genre
Nilgirella est un genre de collemboles de la famille des Neanuridae.

## Distribution
Les espèces de ce genre se rencontrent en Asie.

## Liste des espèces
Selon Checklist of the Collembola of the World (version du 16 octobre 2019) :
- Nilgirella amboinensis Yoshii & Suhardjono, 1992
- Nilgirella indica (Handschin, 1929)
- Nilgirella longiseta Cassagnau, 1988
- Nilgirella palniensis Cassagnau, 1988
- Nilgirella piljainae Cassagnau, 1988

## Publication originale
- Cassagnau, 1983 : Un nouveau modèle phylogénétique chez les collemboles Neanurinae. Nouvelle Revue d'Entomologie, vol. 13, no 1, p. 3-27.